# Torre del Castillo Palacio de los Bellvís
La torre del castillo palacio de los Bellvis es una antigua edificación defensiva medieval catalogada como bien de interés cultural, con el código (brl) 46.24.047-001, anotación Mº: RI-51-0010941 y fecha de anotación 4/12/2002. Se le conoce también como Casa de los Marqueses de Bélgida o Torre Prisión. Se encuentra en la plaza de la Iglesia del antiguo núcleo de Bélgida, en la provincia de Valencia, España.
Antiguamente formaba parte del Castillo Palacio de los Bellvís, derribado en el siglo XIX. Se halla en ruinas, aunque se conserva su puerta ojival que presenta grandes dovelas, varios arcos apuntados de las ventanas y la entrada que presenta bóvedas de nervadura gótica antiguamente rematadas por rosetones, desaparecidos.

## Historia
Se desconoce la fecha de construcción del castillo, pero Martí de Viciana -historiador que vivió en el siglo XVI- lo menciona en su narración del milagro eucarístico de Luchente. Esta mención concuerda con otras del siglo XIII que hacen referencia al castrum de Bélgida. Por ello algunos historiadores se plantean la posibilidad de que en el XVI el conjunto aún tuviera el aspecto de la musulmana. Los belgidenses tradicionalmente aplicaban a la fortaleza la denominación alcázar, la cual se usaba para los castillos de la España musulmana que se encontraban en un entorno urbano. Siendo de origen musulmán, ha de tratarse de una fortificación anterior a la Reconquista, del periodo almohade (1178-1244). Durante su decadencia, el estado almohade procedió a fortificar diversos emplazamientos estratégicos, tales como los castillos de Vilella, Chío, Albaida y posiblemente el de Bélgida. Algunos expertos afirman que la fortaleza original islámica habría ocupado una extensa superficie.
Tras la Reconquista aragonesa, el señorío pasó a Bernardo de Bellvís, cuya familia estableció en Bélgida su sede principal. Mallada de Entenza, poseedora del usufructo de la señoría entre los años 1348 y 1368, había fundado una colonia cristiana en Bélgida alrededor de la iglesia de San Lorenzo. Ella había adquirido el mero imperio o alta jurisdicción el año 1353. Es ella —opina Soler Molina— a quien se ha de atribuir la construcción del palacio. Guillermo de Bellvís, su hijo y heredero, dispuso de esta manera de un palacio donde retirarse y una iglesia para ser enterrado. La baronía fue vendida por Francisco Bellvís de Centelles al Cardenal Luis Juan Milá, propietario durante cuarenta y seis años. Volvió a la familia Bellvís al recuperarla su nieto Antonio Bellvís Ferrer, en 1524. Hay que tener presente que hasta la expulsión de los moriscos en 1609 hubo en la población un lugar de los mismos (60 fuegos en 1585). A partir del siglo XVI, el castillo-palacio dejó de ser habitado por sus señores, iniciando su decadencia que se aceleró a partir de fines del siglo XIX hasta su desaparición casi completa.

## Descripción
No queda gran cosa de la antigua fortificación. Hacia finales de los años ochenta del siglo pasado se derribó la fachada, de la cual se conserva en los archivos del Ministerio de Cultura una fotografía de 1979, no descartándose la posibilidad de que otras instituciones o particulares posean otras.
Una segunda torres se recogía en la tradición oral del siglo XX, si bien la denominación alcázar hace pensar que originalmente fueran cuatro torres en un recinto cuadrangular. Una torre fue demolida en 1899 por amenaza de ruina y la de poniente en 1910 para edificar una vivienda.
A falta de la mayor parte del edificio original, hay que recurrir a la descripción del historiador local Mariano Jornet Perales, en 1932:

...la fábrica y espesor de los muros, la resistencia de las bóvedas y la distribución interior le daban más carácter de fortaleza que de palacio. Tienen los muros 1,55 metros de espesor y están compuestos de un conglomerado de gravas, “llacorella” y mortero que el tiempo ha endurecido como la piedra. Las esquinas del edificio son de sillería hasta la altura de 2,50 metros, así como la puerta de entrada. Hoy se encuentra demolido casi todo el edificio; sin embargo queda intacta su hermosa puerta ojival, de grandes dovelas, y aún puede admirarse algunos arcos apuntados de las ventanas y también de las piezas de la entrada con bóvedas de nervadura gótica, de cuyas claves se han desprendido los rosetones. La pieza de la entrada tenía, hasta no hace mucho, rótulos con inscripciones góticas en la nervadura de la bóveda, y en el friso de la portada existe el hueco como de haber sido arrancado el escudo señorial. Al este y sur del palacio se extiende el huerto, en el cual existe todavía la renombrada cisterna.